# Woody Island (Alaska)
Woody Island ist eine Insel des Kodiak-Archipels in Alaska in den Vereinigten Staaten. Sie liegt 4 km östlich von Kodiak in der Chiniak Bay. Die Insel ist 6,66 km² groß. Im Jahr 2000 lebte eine Person auf Woody Island. Seit Tausenden von Jahren wurde die Insel von den Sugpiat („wahres/echtes Volk“, manchmal auch Suuget - „Volk“; Einzahl: Sugpiaq - „wahre/echte Person“) oder Alutiit („Volk von den Aleuten, bzw. Aleuten“, Einzahl: Alutiiq - „Person von den Aleuten, bzw. Aleut“) Die indigenen „Alutiit/Sugpiat“ in South Central Alaska sind Ureinwohner Alaskas und eine der drei Stammes- und Dialektgruppen der Yupik (auch „Westliche Eskimo“ genannt) und sprechen Pazifik-Golf-Yupik des Yupik (Westlichen Eskimo). Die „Alutiit/Sugpiat“ zählen zu den Eskimovölkern, jedoch waren sie stark kulturell (und teilweise auch sprachlich) von den direkt westlich lebenden Aleuten (Unangan/Unangas) („Küstenvolk“) beeinflusst, deren Sprache Aleutisch (Unangam Tunuu) zur gleichen Eskimo-aleutischen Sprachfamilie zählt, und wurden daher oftmals mit diesen verwechselt bzw. als Teil der „Aleuten“ betrachtet. 1894 wurde sie dann offiziell als Wood Island bezeichnet. Auf ihr wurde die erste Straße in Alaska gebaut. Sieht man von der Zeit der Ureinwohner ab, sind für die Insel vier Siedlungsperioden festzustellen.

## Geschichte

### Besiedlung durch die Alutiit/Sugpiat
Seit Tausenden von Jahren wurde die Insel von den „Alutiit/Sugpiat“ bewohnt, die sich hier selbst Tangirnarmiut („Volk von [der Siedlung] Tangirnaq [auf Woody Island]“) nannten, die Russen nannten diese bedeutende Siedlung Ostrov Leisnoi („bewaldete Insel“), worauf sich der heutige englische Name Woody Island zurückführen lässt. Sie nutzten die Insel zum Fischen, Walfang und Holzarbeiten und bauten große Häuser und Dörfer. Als dann im 18. Jahrhundert russische Pelzjäger nach Alaska kamen, konnten die Unangan sie zwar anfänglich noch abwehren, doch am Ende wurden sie brutal unterworfen. Es folgten Epidemien, Umsiedlungen und Hinrichtungen von Widerständlern. 1805 lebten 54 Unangan in einem Dorf auf der Westseite von Woody Island. Als 1837 eine Pockenepidemie die Region heimsuchte, wurden die Überlebenden von den Russen in verschiedenen Dörfern untergebracht, eines davon war auf Woody Island.

### Wirtschaftliche Nutzung
Ab 1852 unterhielt die Russisch-Amerikanische Kompagnie ein Eiswerk auf der Insel. Dazu wurde der Lake Tanignak aufgestaut und das produzierte Eis bis nach Kalifornien verschifft. Zum Transport des Eises wurden Pferde importiert, Eisenbahnschienen verlegt und die erste Straße in Alaska gebaut. Ein extra gebautes Sägewerk produzierte Sägespäne, welches dann zum Isolieren des Eises verwendet wurde. Viele einheimische Unangan wurden von den Russen gezwungen im Winter für die Eisindustrie zu arbeiten und im Sommer mussten sie Pelzrobben und Seeotter jagen, um an die wertvollen Pelze zu kommen. 1872 wurde eine russisch orthodoxe Kirche auf Woody Island gebaut. Um 1886 war die Insel das wirtschaftliche Zentrum Kodiaks. Dazu gehörten die Eisindustrie, eine Schrotmühle, der Hafen und der Pelzhandel. Als die Bestände an Seeottern immer weniger wurden, wurde die Pelzjagd Anfang des 20. Jahrhunderts eingestellt.

### Religiöse Nutzung
Ernest and Ida Roscoe bauten 1893 auf Woody Island eine Baptisten Mission und ein Waisenhaus. Nach und nach kamen ein Mädchen- und Jungenheim, ein Bürogebäude, Scheunen, eine Schreinerei, eine Konservenfabrik, eine Lagerhalle und ein Speisesaal dazu. Die Mission wurde Heimat der Waisenkinder der Unangan und manchmal nahmen die Missionare auch Kinder in Obhut, die sie von ihren Eltern trennten. Das Hauptgebäude der Mission brannte 1925 und 1937 komplett nieder und wurde dann nach Kodiak verlegt.

### U.S. Navy Funkstation
1911 baute die US Navy eine Funkstation auf der Insel. Sie bestand aus zwei 69 m hohen Antennen. Durch den Ausbruch des Novarupta auf der Alaska-Halbinsel 1912 türmte sich fast ein halber Meter an Asche auf Woody Island auf. Während des Ascheregens traf ein Blitz eine der beiden Antennen und löste dadurch ein Feuer aus, welches die Funkstation fast völlig niederbrannte. Viele der dort stationierten Männer verloren dadurch alles was sie hatten. Auch die Tierwelt auf der Insel wurde durch die Eruption ausgelöscht, nur die Bären überlebten. Die Funkstation wurde 1914 wiederauf- und ausgebaut und am 28. Februar 1931 dann stillgelegt. Die verwaisten Gebäude wurden danach durch die Longwood School genutzt.
Nachdem die Mission und das Waisenhaus nach Kodiak umgezogen waren, schrumpfte die Einwohnerzahl der Insel rapide. Die Schülerzahl der Longwood School sank von 71 im Jahre 1937 auf 20 im Jahre 1939 und wurde danach endgültig geschlossen. Ein Großteil der indigenen Bevölkerung zogen nach Kodiak, wo sie ein unabhängigeres Leben führen und Arbeit finden konnten.

### Luftüberwachungsstation
1941 baute die Civil Aeronautics Administration die Kadiak Naval Air Station mit einer Landebahn, Werkstatt, Leitwarte, Funkstation, Leuchtfeuer und einem Ultrakurzwellensender. Die Einrichtung sammelte Wetter- und andere Flugdaten und gab sie an die Piloten weiter. Während des Zweiten Weltkrieges lebten bis zu 40 Techniker und deren Familien auf Woody Island. Sie benutzten die Fernschreiber, Sender und Radioempfänger der Anlage um das Militär und die zivile Luftfahrt im nördlichen Pazifikraum zu unterstützen.
1951 oder 1952 wurde die russisch-orthodoxe Kirche abgerissen. Frühere Navy Gebäude wurden in Wohnungen umfunktioniert und eine Schule wurde 1951 für die kleine Gemeinde gebaut. Die FAA-Einrichtung wurde in den 1970ern automatisiert und 1979 durch ein Feuer größtenteils vernichtet.

## Heutige Nutzung und Situation
In den 1950ern begannen die American Baptist Churches ein nicht konfessionelles Sommercamp auf der Insel anzubieten, welches es heute noch gibt. Die FAA unterhält immer noch einen Funkleitstrahl für die Luftfahrtsorientierung. Auf Woody Island wohnte im Jahr 2000 nur mehr ein Einsiedler, im Sommer kommen ein paar Familien auf die Insel. Der Großteil der Insel ist im Privatbesitz, der Rest gehört zu den Alaska State Parks.
Die Ureinwohner Alaskas sind heute nach dem Alaska Native Claims Settlement Act in zwölf Alaska Native Regional Corporations (Gebietskörperschaften) und in über 200 Alaska Native Regional Corporations (Körperschaften) auf Ebene der Alaska Native Village organisiert, die Nachfahren der indigenen Alutiiq/Sugpiat werden heute durch das Tangirnaq (Woody Island) Native Village der Bristol Bay Native Association gegenüber der US-Regierung und dem Bundesstaat Alaska vertreten.